# Alexander Macfarlane
Alexander Macfarlane (Blairgowrie, Escócia, 21 de abril de 1851 – Chatham, Ontário, 28 de agosto de 1913) foi um matemático e físico escocês.
Foi palestrante do Congresso Internacional de Matemáticos em Paris (1900: Application of space analysis to curvilinear coordinates), em Roma (1908) e Cambridge (1912).

## Obras
- 1879: Principles of the Algebra of Logic from Internet Archive.
- 1885: Physical Arithmetic from Internet Archive.
- 1887: The Logical Form of Geometrical Theorems from Annals of Mathematics 3: 154,5.
- 1894: Papers on Space Analysis.
- 1898: Book Review: “La Mathematique; philosophie et enseignement” by L.A. Laissant in Science  8: 51–3.
- 1899 The Pythagorean Theorem from Science 34: 181,2.
- 1899: The Fundamental Principles of Algebra from Science 10: 345–364.
- 1906: Vector Analysis and Quaternions.
- 1910: Unification and Development of the Principles of the Algebra of Space from Bulletin of the Quaternion Society.
- 1911: Book Review: Life and Scientific Work of P.G. Tait by C.G. Knott from Science 34: 565,6.
- 1912: A System of Notation for Vector-Analysis; with a Discussion of the Underlying Principles from Bulletin of the Quaternion Society.
- 1913: On Vector-Analysis as Generalized Algebra from Bulletin of the Quaternion Society.
- Macfarlane, Alexander (1916). Lectures on Ten British Mathematicians of the Nineteenth Century. John Wiley and Sons. New York: [s.n.][1][2]
- Macfarlane, Alexander (1919). Lectures on Ten British Physicists of the Nineteenth Century. John Wiley and Sons. New York: [s.n.][3]
- Publications of Alexander Macfarlane from Bulletin of the Quaternion Society, 1913